# Геологічне товариство Америки
Геологічне товариство Америки (англ. Geological Society of America, GSA) — некомерційна організація, яка просуває науки про Землю. Товариство заснували в 1888 році в Ітаці, округ Нью-Йорк, Джеймс Холл, Джеймс Дуайт Дана та Олександр Вінчелл як відгалуження Американської асоціації сприяння розвитку науки. З 1968 року її штаб-квартира перебуває в Боулдері (штат Колорадо). Вона налічує понад 25 000 членів у більш ніж 85 країнах (станом на 2013 рік) і має шість регіональних асоціацій у Північній Америці та 17 спеціалізованих відділів.